# Ursula Küper
Ursula Küper (Berlino, 28 novembre 1937) è un'ex nuotatrice tedesca orientale.

## Carriera
Fortemente specializzata nella rana all'apice della propria carriera ha raggiunto il terzo gradino del podio alle Olimpiadi di Roma 1960 nella staffetta 4x100m misti.

## Palmarès
- Giochi olimpici estivi

Roma 1960: bronzo nella 4x100m misti.
- Europei

Lipsia 1962: bronzo nei 200m rana.